# Lincoln Maiztegui Casas
Lincoln Raúl Maiztegui Casas (Montevideo, 11 de agosto de 1942 - Montevideo, 11 de septiembre de 2015) fue un historiador, profesor  y periodista uruguayo. 

## Biografía
Estudió en el Colegio Pío, en el Liceo Zorrilla y el Colegio del Sagrado Corazón (exseminario). Cursó la licenciatura de historia en la Universidad de Barcelona y en la Universidad Nacional de Educación a Distancia de Madrid. 
Ingresó a la docencia en 1968 y ha sido profesor de historia en enseñanza secundaria en diversos liceos públicos y privados y en el instituto Normal de Mercedes. Fue también profesor de Historia Contemporánea en la Universidad de Montevideo.
Desempeñó una larga actividad periodística en diversos medios de Uruguay y España, país en el que vivió exiliado en las ciudades de Barcelona y Madrid, entre 1976 y 1992. Entre ellos, en las revistas Historia y vida y Nueva Historia de Barcelona, en los periódicos El Independiente y El País de Madrid, en los semanarios El Oriental, Búsqueda y Posdata de Montevideo y en el diario El Observador. Entre 1988 y 1992 fue director de la revista española Jaque, especializada en ajedrez, y redactor del Boletín El Trabajo entre febrero y mayo de 1987. En 2001 recibió el premio Juan José Morosoli a la mejor labor periodística del año.
Dio conferencias en la Facultad de Derecho y Ciencias Sociales de la Universidad de la República. En 1995 fue profesor de periodismo en la Universidad Católica del Uruguay. Es autor de la sección historia americana de la Enciclopedia del Uruguay de El Observador (2003) y autor de gran parte de la sección histórica de la misma. También fue autor de la sección de historia americana de la Enciclopedia Larousse, y fue redactor de varios fascículos de la colección Grandes Compositores, Grandes Temas de la Música y Musicalia.
Grabó en 2012 el disco De otro tiempo con canciones de su autoría y otras recuerdo de su infancia.
Fue militante del Partido Nacional (en dos etapas) y del Partido Socialista.

## Obras publicadas
- Maiztegui, Lincoln (1973). Uruguay: Coloniaje y revolución. Fundación de Cultura Universitaria (Montevideo).
- Maiztegui, Lincoln (1973). Artigas.
- Maiztegui, Lincoln (1997). Mozart: detrás de la máscara. Planeta. ISBN 9504914632.
- Maiztegui, Lincoln (2002). Parque Central.
- Maiztegui, Lincoln (2003). De madera noble: Colección de artículos periodísticos. S.A. Publicaciones & Ediciones. ISBN 9974755891.
- Maiztegui, Lincoln (2005). Orientales 1: Una historia política del Uruguay. De los orígenes a 1865. Planeta. ISBN 950491330X.
- Maiztegui, Lincoln (2005). Orientales 2: Una historia política del Uruguay. De 1865 a 1938. Planeta. ISBN 9504914098.
- Maiztegui, Lincoln (2008). Orientales 3: Una historia política del Uruguay. De 1938 a 1971. Planeta. ISBN 978-9974-64351-2.
- Maiztegui, Lincoln (2008). Orientales 4: Una historia política del Uruguay. De 1972 a 1985. Planeta. ISBN 978-9974-643703.
- Maiztegui, Lincoln (2010). Orientales 5: Una historia política del Uruguay. De 1985 a 2005. Planeta. ISBN 978-9974-685338.